# Gianfranco Baruchello
Gianfranco Baruchello, né le 29 août 1924 à Livourne (Italie) et mort le 14 janvier 2023 à Rome (Italie), est un artiste italien, à la fois peintre, poète et cinéaste.
Partenaire de Marcel Duchamp, très proche de Gilles Deleuze et Jean-François Lyotard, Baruchello a fait partie de l'avant-garde artistique post-moderne.

## Biographie
Gianfranco Baruchello est le fils d'un avocat qui a également été président de l'Unione Industriale di Livorno (Syndicat des Industriels de Livourne) et professeur à l'Université de Pise.
Après la Seconde Guerre mondiale, Gianfranco Baruchello termine son droit par une thèse en économie. En 1947, il travaille pour l'entreprise de chimie Bombrini Parodi Delfino, spécialisée dans les explosifs. Dès 1949, il s'investit chez Delfini, prenant la tête du département recherches et développements pour la partie biochimique. Mais lassé, Baruchello quitte définitivement le milieu industriel en 1959, pour se consacrer entièrement à l'art, notamment à la peinture.
En 1960, monté à Paris, il rencontre l'artiste Roberto Matta et trois ans plus tard, le poète et critique Alain Jouffroy. En 1963, alors à New York, il devient un proche de Marcel Duchamp, lequel le familiarise avec la scène avantgardiste et en fait même une sorte de disciple. L'année suivante, il fait la connaissance de John Cage. Le Pop Art et l'expressionnisme abstrait américain sont pour Baruchello une révélation. C'est alors qu'il commence à s'intéresser aux images animées, à vouloir fabriquer des films. Il s'associe au réalisateur italien Alberto Grifi et compose avec lui Verifica incerta, un montage images et sons fait essentiellement de bouts de pellicule (footage) issus de films de fictions et d'actualités des années 1960, récupérés dans les cabines de projectionniste ; cependant, moins d'une minute après le début du film, l'on peut voir Duchamp en train de fumer un cigare (et plus longuement vers 13 min 55 s),
Création en 1967 d'une société fictive nommée Artiflex. Durant trois ans, Baruchello expédie aux souscripteurs de petits colis contenant divers objets hétéroclites (bougie emmaillotée dans une feuille de journal, pages arrachées aux livres de Mao, touffe de cheveux, boîte de thon, etc.). En juin 1968, à la galerie Tartaruga (Rome), eut lieu une performance d'un genre inédit : dans une salle nommée Finanziaria Artiflex (Artiflex Finances) se trouvait une table avec une caisse enregistreuse derrière laquelle était assise une « vendeuse ». Elle proposait des boîtes en plexiglas remplies de pièces de 5 lires mais vendues à l'unité 10 lires ! Le lendemain, l'espace était devenu une « salle d'attente Artiflex » constituée de sièges et de petites tables. Cette performance constitue sans doute la première manifestation de type esthétique relationnelle.
En 1973, Baruchello part s'installer à la campagne, au centre de l'Italie, à 6 km au nord de Rome, et fonde la « Cornelia Agricola S.p.A.«, une  ferme autonome, qui effectue toutes sortes d'activités qui va de la culture de légumes aux arbres fruitiers, en passant par l'élevage des moutons. L'expérience dure jusqu'en 1983, et lui inspire une série de peintures.
Baruchello est mort à Rome le 14 janvier 2023 à l'âge de 98 ans.

## Filmographie
- 1965 : La Verifica incerta
- 1968 : Costretto a scomparire (Obligé de disparaître/Forced to disappear)
- 1968 : Perforce
- 1969 : Non accaduto (Jamais passé/Never Happened)
- 1969 : I giorni di Lun (Les jours de Lun/The Days of Lun)
- 1970 : Tre lettere a Raymond Roussel (Trois lettres à Raymond Roussel/Three letters to Raymond Roussel)
- 1977 : Inventario di ottobre 1976
- 1980 : A partire dal Dolce

## Principales expositions
- 2010 Gianfranco Baruchello, Galerie Greta Meert, Bruxelles
- 2009 Galerie Michael Janssen, Berlin
- 2004 Storia segreta del cinema italiano, Mostra de Venise
- 2001 Al di là del rassicurante reale, MACRo, Rome
- 1997
  - Fuoricampo, Museo civico Giovanni Fattori, Livourne
  - Mundus Museo Laboratorio d’Arte Contemporanea, Rome
- 1996 Sette video del ’96, Galleria Masnata, Gênes
- 1993 Luxe, Calme et Volupté, Galerie Krief, Paris
- 1992 L’Altopiano dell’Incerto, Tour Fromage, Aoste
- 1987 Bringer of plurabilities, Galleria Milano
- 1983 Il Grande Fiume, Palazzo dei Diamanti, Ferrare
- 1982 Monogrammes, Galerie Le Dessin, Paris
- 1981 Agricola Cornelia S.p.A., Galleria Milano, Milan
- 1978 L’altra casa, Galerie Michel Delorme, Paris
- 1976 Navigateur en solitaire, Biennale de Venise
- 1975
  - Let’s mix all feelings together, Musée d'art moderne de la ville de Paris
- 1973
  - Gianfranco Baruchello, Galerie Der Spiegel, Cologne
  - Sur la contradiction, Galerie Craven, Paris
- 1971 Gianfranco Baruchello, Galerie Buchholz, Monaco
- 1969
  - Gianfranco Baruchello Galerie Schmela, Düsseldorf
  - Gianfranco Baruchello, Galerie Lauter, Mannheim
- 1968
  - More news in a moment, but first this message, Rome Gallery, Chicago
  - Supericonoscopio, Galleria Schwarz, Milano
  - Artiflex, Galleria La Tartaruga, Roma
- 1967
  - Gianfranco Baruchello, Palais des Beaux-arts, Bruxelles
  - Limbeantipouvoir, Galerie Yvon Lambert, Paris
- 1966
  - Verifica incerta (projection), MoMA, New York
  - Verifica incerta (projection), Guggenheim Museum, New York
  - Ioiomiss, Galleria Schwarz, Milan
- 1965
  - Verifica incerta (1re projection), Paris
  - Uso e manutenzione, Galleria Schwarz, Milano
- 1964 Gianfranco Baruchello, Cordier & Ekstrom Gallery, New York
- 1963 Gianfranco Baruchello, Galleria La Tartaruga, Roma

## Publications
- Mi viene in mente, roman, Milan, Galleria Schwarz, 1967
- La quindicesima riga, Marcatrè, Rome, Lerici, 1967
- Avventure nell'armadio di plexiglass, roman, Feltrinelli, 1968
- De consolatione picturae, entretien avec Umberto Eco, Milan, Galleria Schwarz, 1970
- Come ho dipinto certi miei quadri, Geiger, 1976
- Avec Gilbert Lascault, Alphabet d'Éros, Paris, Ed. Galilée, 1976
- La Stazione del Conte Goluchowsky, Bologne, Exit, 1978
- L’altra casa, Paris, Ed. Galilée, 1979
- Agricola Cornelia S.p.A. 1973-81, Exit edizioni, 1981
- Avec Jean-François Lyotard, Monogrammes. Loin du doux, Galerie Le Dessin, 1982
- La scomparsa di Amanda Silvers, Bologne, Exit, 1982
- Avec Henry Martin : How to imagine. A narrative on art and agriculture, New York, McPherson & Company, 1983
- Avec Henry Martin : Why Duchamp ? An essay on aesthetic impact, New York, McPherson & Company, 1985
- Bellissimo il giardino, Ravenne, Exit edizioni, 1989
- Miss Omissis, Exit, 1991
- Occhio di pietra, Exit & Galleria Milano, 1995
- 6 poèmes et 8 dessins, AIOU, Saint-Étienne-Vallée-Française, 1995
- Quaranta evening in TV, Exit, 1996
- Spettacolo di niente, Lithos, 2001

#### Dictionnaires
- Dictionnaire de la Littérature italienne, Encyclopaedia Universalis, 2015, 1024 p. (ISBN 978-2-85229-857-6, lire en ligne)
- Akoun